# 日本シナリオ作家協会
協同組合日本シナリオ作家協会（にほんシナリオさっかきょうかい、英: Japan Writers Guild）は、日本の脚本家の組織する事業協同組合である。略称シナリオ作協、シナ協。
理事長はハセベバクシンオー（2023年 - ）。
これとは別団体として「一般社団法人シナリオ作家協会」があり、教育・出版を行なう。略歴を参照の事。

## 略歴
- 1936年（昭和11年）11月11日、関東地区で任意団体「シャッポーの会」を設立する[2]。
- 1937年（昭和12年）1月15日、関西地区で任意団体「関西シナリオ作家クラブ」設立する。同年8月5日、両団体が合流し、全国組織の任意団体「日本映画作家協会」を設立する。
- 1949年（昭和24年）月刊「シナリオ」誌を同年10月号より同協会の機関誌とする。
- 1950年（昭和25年）12月14日、文部省の認可を得て社団法人となり、「社団法人シナリオ作家協会」を設立する。
- 1956年（昭和31年）、新藤兼人と長瀬喜伴が中心になり[3]、東京港区霞町に「シナリオ会館」を建設[2][3]。協会会員のみでお金を出し合い建設したため[3]、映画人全部が結集すべきだった、などと小津安二郎や永田雅一らに不満を言われた[3]。脚本家だけで専門の会館を持つのは世界でも他に例がなかった[3]。
- 1964年（昭和39年）、「シナリオ会館」を赤坂に移転[2]。
- 1965年（昭和40年）6月26日、通商産業省の認可を得て協同組合となり、「協同組合日本シナリオ作家協会」を設立する。社団法人は教育・出版を行なう団体として存続。

## 事業内容
組合員の作品の使用に関する斡旋、原稿用紙など消耗品の共同購買、経済的地位改善のための団体協約の締結、事業に関する経営および技術の改善向上、または組合事業に関する知識の普及を図るための教育・情報の提供、文芸美術国民健康保険・団体生命保険等の福利厚生に関する事業を行い、シナリオ作家から公衆送信権・上映権・複製権・頒布権等について信託を受け映画・放送著作物の著作権に関する管理事業、利用者に許諾を与えるとともに、使用料の徴収・分配業務を行っている。
- 1957年（昭和32年）に「シナリオ研究所」を開設。学生運動による閉鎖を経て、1983年（昭和58年）より「シナリオ講座」を開講し、脚本家の育成を行っている。

- 1949年度（昭和24年度）よりその年度を代表するシナリオとして10作品を「年鑑代表シナリオ」として選定している。第21回（1969年度）までは回数を表示しているが、1970年度以降は年度表記のみで回数を表記していない。

## 会員資格
映像作品のシナリオライターの団体である点で日本脚本家連盟と類似し、実際双方に加入する会員も多いが、入会資格として「映画化された劇場用映画シナリオ1本以上、又は放映されたテレビドラマのシナリオ合計2時間以上」の執筆経験を要求し、構成作家専業者の入会を認めていないことが、シナリオ作協の一つの特色となっている。

## 組織

### 本部
- 所在地：東京都中央区日本橋人形町2-34-5 シナリオ会館2F

### 役員構成
- 理事長、副理事長、専務理事、常務理事、理事、監事[4]。

### 歴代理事長
- 八住利雄（1965年 - 1968年）
- 橋本忍（1968年 - 1970年）
- 片岡薫（1970年 - 1972年）
- 新藤兼人（1972年 - 1982年）
- 八住利雄（1982年 - 1991年）
- 山内久（1991年 - 1997年）
- 新藤兼人（1997年 - 2001年）
- 山内久（2001年 - 2005年）
- 西岡琢也（2005年 - 2015年）
- 加藤正人（2015年 - 2019年）
- 佐伯俊道（2019年 - 2023年）
- ハセベバクシンオー（2023年 - ）

### 委員会
- 著作権部会（著作権委員会）
- 教育文化部会（人材育成委員会、出版委員会、総務委員会、組織強化委員会）

## 声明・主張
- 2009年、映画『アマルフィ 女神の報酬』の脚本クレジットを無記名で公開した事に対し、製作したフジテレビに「脚本家軽視の疑いがあり、これは前代未聞の異常事態」として声明を発表、抗議を申し入れた[5]（その後、日本放送作家協会からも同様の声明が発表された[6]）。一応フジテレビ映画事業局長の亀山千広名義で回答はあったが、不審な点があり、製作者を招いた対談の形で、事の経緯を問いただされた[7]。このやりとりの模様は作協ニュースにまとめられ、月刊シナリオ11月号に掲載された。
- セクショナリズム・プライドの強いと指摘される[8]脚本家の立場を第一としており、映画やわらかい生活の脚本の出版が原作者によって拒絶された際には担当した脚本家に加えて協会として原作者に対し訴訟を行っている。この裁判は2012年に最高裁で協会側の敗訴が確定しているが、後に協会が主催した「裁判を考える会」のシンポジウムにて当時の会長である柏原寛司が「原作者が口を挟む」「嫌なら最初から許可しなければ良い」などと発言する[9]など徹底した原作者批判を行い、裁判の過程や脚本家の主張をまとめた本を「原作と同じじゃなきゃダメですか」[10]と題して[注 1]出版する一方、2022年に全会員の総意として決議された「脚本契約7原則」と題した文章[11]の中では「オリジナル企画」および「オリジナル脚本」の脚本家は、原作者として尊重されなければならない。とし、脚本がオリジナルなら脚本家は原作者として尊重されるべきであると主張している。
- テレビドラマの原作者の自殺に至った騒動に際し、2024年1月29日に協会の公式YouTubeチャンネルにて脚本家による対談動画を公開[12]するも、誹謗中傷や脅迫があったとしてすぐに削除し[13]、2月4日に動画の投稿自体が故人の尊厳に関わる軽率な行為であったと協会及び現会長のハセベバクシンオー名義で謝罪した[14][15]。
- 前述の対談動画内では比較的客観的な視点や実例を元に語られていたものの、協会の理事である黒沢久子が自身は原作者を尊重していない旨の発言を行ったほか、発端である相沢友子のインスタグラムの投稿については触れず「世間が対立を煽っている」「脚本家を批判する事は私人逮捕系YouTuberと同じ」などと主張していた[12]。なお、協会の公式チャンネルにて公開された動画ではあるものの、個人が自由に発言する場として運営されており、この黒沢の発言も協会の公式な意見では無いとしている[15]。協会のホームページによれば2月3日付で黒沢は任期を残したまま理事を辞任しているが[16]、本人及び協会の双方から特に発表が無いため理由は不明。

## ビブリオグラフィ
すべて発行元は社団法人シナリオ作家協会である。
- 『八木保太郎 - 人とシナリオ』、八木保太郎、1989年
- 『井手雅人 - 人とシナリオ』、井手雅人、1991年
- 『八住利雄 - 人とシナリオ』、八住利雄、1992年 ISBN 4915048039
- 『野田高梧 - 人とシナリオ』、野田高梧、1993年 ISBN 4915048047
- 『橋本忍 - 人とシナリオ』、橋本忍、1994年 ISBN 4915048055
- 『水木洋子 - 人とシナリオ』、水木洋子、1995年 ISBN 4915048063
- 『新藤兼人 - 人としなりお』、新藤兼人、1996年 ISBN 4915048071
- 『鈴木尚之 - 人とシナリオ』、鈴木尚之、1998年 ISBN 491504808X
- 『菊島隆三 - 人とシナリオ』、菊島隆三、1999年 ISBN 4915048098
- 『田村孟 - 人とシナリオ』、田村孟、2001年 ISBN 491504811X
- 『山内久 - 人とシナリオ』、山内久、2003年 ISBN 4915048101
- 『笠原和夫 - 人とシナリオ』、笠原和夫、2003年 ISBN 4915048128